# Benny Green
Bernard „Benny“ Green (* 9. Dezember 1927 in Leeds, Yorkshire, England; † 22. Juni 1998 in London) war ein britischer Jazzmusiker (Saxophon), Radiomoderator und Buchautor.
Benny Green wuchs in Marylebone im Norden Londons auf und interessierte sich schon früh für Musik und Literatur. Er lernte Saxophon zu spielen und kam 1953 zu Ronnie Scotts Jazzband.
Ab 1955 war er regelmäßiger Gast im BBC-Hörfunk. Er arbeitete als Autor und Moderator für Dokumentarsendungen über Bühne, Film und Jazz. Viele Jahre hatte er seine eigene Show am Sonntagnachmittag, in der er Jazzmusik spielte und gegen Rockmusik und Rock ’n’ Roll wetterte. Letzteres war umso bemerkenswerter, als er selbst Rock-’n’-Roll-Musik gespielt hatte: Er gehörte Ende der 1950er Jahre zu Harry Robinsons Kapelle Lord Rockingham’s XI, die in Jack Goods Fernseh-Musiksendung Oh Boy! Popmusiker wie Marty Wilde oder Cliff Richard begleitete und selbst einen Nummer-eins-Hit (Hoots Mon, 1958) hatte.
Benny Green starb mit 70 Jahren im Royal Marsden Hospital in London an Krebs.